# كأس رابطة الأندية الإنجليزية المحترفة 1996–97
كأس رابطة الأندية الإنجليزية المحترفة 1996–97 (بالإنجليزية: 1996–97 Football League Cup)‏ هو الموسم 37 من كأس رابطة الأندية الإنجليزية المحترفة. أشرف على تنظيمه الاتحاد الإنجليزي لكرة القدم، وكان عدد الأندية المشاركة فيه 92، وفاز فيه ليستر سيتي.